# 阿里·沙班
阿里·沙班（阿拉伯语：‎，转写：Ali Shaban，1974年1月12日—，一说为4月19日），科威特足球裁判，2009年起成为FIFA国际足球裁判。沙班作为主裁判吹罚过的国际比赛有亚洲足协杯、亚足联挑战杯、西亞足球錦標賽、亚运会男足比赛等。2013年4月13日，阿里·沙班第一次受中国足协的邀请执法中超联赛。他执法的第一场中超比赛是2013年中超联赛第5轮上海申花主场2比1战胜山东鲁能的比赛。